# تشارلي كونتز
تشارلي كونتز (بالإنجليزية: Charley Koontz)‏ هو ممثل سينمائي وتلفزيوني أمريكي. ولد يوم 10 أغسطس 1987 في كونكورد في الولايات المتحدة. اشتهر بدوره المتكرر كالطالب الملقب "فات" نيل في مسلسل تلفزيوني كوميونتي.

## روابط خارجية
- تشارلي كونتز على موقع IMDb (الإنجليزية)
- تشارلي كونتز على موقع ألو سيني (الفرنسية)
- تشارلي كونتز على موقع أول موفي (الإنجليزية)
- تشارلي كونتز على موقع قاعدة بيانات الفيلم (الإنجليزية)
- تشارلي كونتز على موقع كينوبويسك (الروسية)